# 印度四额齿蟹
印度四额齿蟹（学名：Ethusa indica）为关公蟹科四额齿蟹属的动物。分布于日本、巴里、佛罗勒斯、松巴瓦、安达曼、马尔代夫、拉卡代夫、斯里兰卡，包括东海等海域，生活环境为海水，一般栖息于水深30-200米处的沙质及泥沙质海底。其生存的海拔范围为-200至-30米。
其种加词“indica”意为“印度的”。